# Ръждив вечерник
Ръждив вечерник (Nyctalus noctula) е вид дребен бозайник от семейство Гладконоси прилепи (Vespertilionidae). Разпространен е в Северозападна Африка, почти цяла Европа и големи части от Азия - крайбрежието на Средиземно море, Централна Азия, Китай, Япония. В България е един от най-често срещаните прилепи, главно в широколистни гори в равнините.

## Външен вид
С маса 22-40 g, дължина на тялото с главата 64-82 mm и размах на крилата 360-400 mm, ръждивият вечерник е сред най-едрите прилепи, срещащи се в Европа. Цветът на тялото е тъмножълт до кафяв, а на летателните мембрани - тъмно кафяв. Муцуната му е широка, а ушите са къси (16-20 mm) и наведени напред. Опашката е сравнително къса, 42-59 mm, като само последните прешлени излизат извън междубедрената мембрана.

## Жизнен цикъл
Ръждивият вечерник предпочита гористи местности, но се среща и в селища. През лятото живее в хралупи на дървета - мъжките поединично или на малки групи, а женските в размножителни колонии от 15-50 екземпляра. През зимата образува големи колонии в сгради или пещери, достигащи 1000 екземпляра. Извършва значителни миграции, като в края на август прилепите от Централна и Източна Европа се преместват с около 1000 km на югозапад.  Копулацията протича през август-октомври. През този период мъжките се заселват в отделни хралупи, където привличат по 4-5, в редки случаи до 20, женски. През юни-юли женските раждат по 1-2 малки. Продължителността на живота е около 12 години.

## Поведение
Полетът на ръждивия вечерник е бърз и насечен, като често лети над върховете на дърветата. Той е един от европейските прилепи, които най-често са наблюдавани да летят и през деня. При полет се ориентира чрез ехолокация, като използва смесен сигнал с кратка честотномодулирана част и по-дълга част с постоянна честота около 20 kHz. Обикновено ловува във въздуха, като изяжда плячката си в полет, по-рядко събира насекоми по повърхността на земята. През пролетта се храни главно с дребни двукрили, а през лятото - с нощни пеперуди и бръмбари.